# Lonchopria zonalis
Lonchopria zonalis là một loài Hymenoptera trong họ Colletidae. Loài này được Reed mô tả khoa học năm 1892.